# Mohamed Mebarki
Pour les articles homonymes, voir Mebarki.
 (septembre 2012).
Mohamed Mebarki, né en 1953 à Akerma, (Wilaya de Naama), est un homme politique algérien.

## Biographie
Docteur d’État en physique des semi-conducteurs, professeur d'université, ex-recteur des universités d'Es senia-Oran, USTO Oran et de Sidi Bel-Abbes, il est député (RND) au parlement pendant deux mandats avant d'être nommé sénateur au titre du tiers présidentiel. Il est ministre de la Formation et de l’Enseignement professionnels dans le gouvernement Sellal IV, un portefeuille qu'il a déjà occupé auparavant dans le gouvernement Sellal I de septembre 2012 à septembre 2013 avant d'être ministre de l'enseignement supérieur et de la recherche scientifique de septembre 2013 à décembre 2015 dans les gouvernements Sellal II et III.